# Einbruchmeldeanlage
Einbruchmeldeanlagen (EMA) sind technische, heute ausschließlich elektronisch betriebene Einrichtungen, die dem Objekt- und Personenschutz dienen. Eine Einbruchmeldeanlage soll
- durch Abschreckung Einbrüche, Diebstähle und Überfälle verhindern,
- im Notfall hilfeleistende Dienste (Polizei, Sicherheitsdienst etc.) benachrichtigen,
- die Aktionszeit von Dieben, Bankräubern usw. minimieren,
- die unmittelbare Umgebung sowie beteiligte, anwesende Personen alarmieren,
- helfen, einen Einbruch oder Überfall zu rekonstruieren.

## Funktionsprinzip und Arten
Heute teilt man Alarmanlagen in drei technische Hauptkategorien:

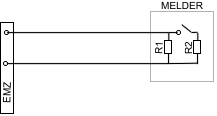
Gleichstrom

GleichstromtechnikHierbei fließt ein elektrischer Strom zwischen zwei Punkten innerhalb der Alarmanlage, der Meldergruppe, über einen Melder. In der Zentrale der Einbruchmeldeanlage oder Überfallmeldeanlage (ÜMA) wird nach dem Prinzip einer Wheatstoneschen Messbrücke mittels einer Differenzialschleife die Spannung gemessen und mit einem Sollwert verglichen. Dabei bildet ein Widerstand im Inneren des Melders oder in der leitungsentferntesten Verteilerdose einen der vier Widerstände der Messbrücke. Unter- oder überschreitet die Spannung einen bestimmten Schwellwert, wird dies als Alarm oder Sabotage ausgewertet. Zusätzlich zu Meldergruppen für Einbruch oder Überfall kann es zusätzliche Meldergruppen für eine Sabotageerkennung geben, die nach dem gleichen Prinzip überwacht werden. In diese Meldergruppe werden auch alle Öffnungskontakte von Meldern, Verteilern usw. eingeschleift. Die Verschaltung der Widerstände und die Auslösekriterien sind vom Hersteller der EMA/ÜMA und von der Vorgabe des VdS abhängig.
Bus-TechnikBei der Bus-Technik werden z. B. alle Melder über zwei Adernpaare angeschlossen, wobei ein Adernpaar die Datenleitung ist und das andere zur Stromversorgung der Melder und sonstiger Endgeräte dient. Bei gemeinsamer Masse sind auch drei Adern ausreichend. Es gibt auch Bus-Systeme, die VdS-konform mit nur zwei Drähten arbeiten. Diese Technik ermöglicht es, an einer dünnen Leitung eine Vielzahl von Meldern anzuschließen. Die Konfiguration der EMA/ÜMA erfolgt meist über einen PC, der über eine serielle oder parallele Schnittstelle angeschlossen wird. Jedem Melder wird dabei eine ID, die Bus-Adresse, zugewiesen und bei Bedarf auch ein hinweisender Text oder eine Definition des Melders. Über die Datenleitung fragt die Anlage nun in regelmäßigen Zyklen den Zustand der alarmgebenden Einheiten ab.
FunktechnikEMA / ÜMA, die mit Funktechnik arbeiten, funktionieren wie Bus-Anlagen, nur dass die Verkabelung durch Funk ersetzt wird. VdS-konforme Anlagen arbeiten im 433-MHz- oder 868-MHz-Bereich. Die Melder haben eine Batterie, welche die Stromversorgung für mindestens ein Jahr sicherstellen muss.
Tritt ein Alarmfall ein, werden bei allen Technologien je nach Anforderung und Programmierung verschiedene Reaktionen ausgeführt, indem diverse Endgeräte, wie z. B. Wählgeräte, Alarmübertragungseinrichtungen, Signalgeber, Kameras etc., angesteuert bzw. ausgelöst werden.
Darüber hinaus gibt es zwei Zweckkategorien:

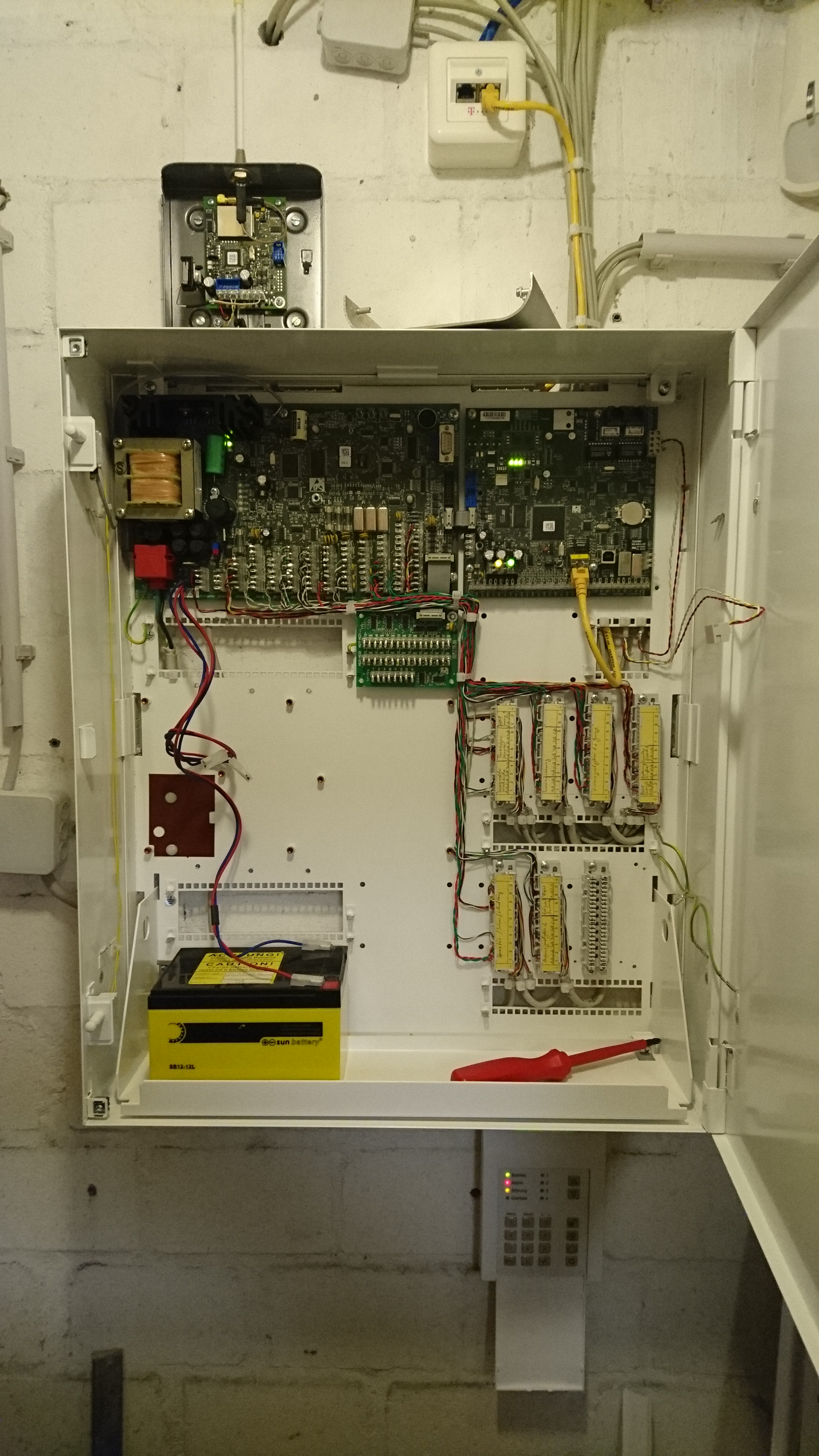
Eine geöffnete Gefahrenmeldezentrale mit IP-/ISDN-Übertragungseinheit sowie der Möglichkeit, Melder in Gleichstrom-, Bus- und Funktechnik zu betreiben.

Einbruchmeldeanlagen (EMA)dienen der Erkennung und Meldung von Einbrüchen
Überfallmeldeanlagen (ÜMA)dienen der manuellen Auslösung eines Überfallalarms durch Personen während oder nach einem Überfall.
Die meisten modernen Einbruchmeldezentralen (EMZ) unterstützen auch die Funktionen einer ÜMA, so dass EMA und ÜMA problemlos kombiniert werden können. Gefordert hierbei ist, dass die Überfallmelder auf einer eigenen Meldergruppe angeschaltet und konfiguriert werden. Eine Überfallmeldergruppe ist ständig, auch bei unscharf geschalteter Einbruchmeldeanlage, in Betrieb.
Einbruchmeldergruppen werden erst beim Verlassen der Räumlichkeiten scharfgeschaltet. Um Falschalarme zu vermeiden, gibt es in Deutschland das Prinzip der Zwangsläufigkeit. Die Zwangsläufigkeit beim Scharfschalten stellt sicher, dass eine Scharfschaltung nur dann erfolgen kann, wenn sich alle Melder im richtigen Zustand (Ruhezustand) befinden. Die Zwangsläufigkeit beim Unscharfschalten gewährleistet, dass ein Betreten der überwachten Räume nur nach Rücknahme der Scharfschaltung (Unscharfschaltung) möglich ist.
Bei allen Anlagen sind die Zentralen mit Akkumulatoren ausgestattet, welche die Stromversorgung bei Ausfall des 230-Volt-Netzes, je nach Klassifizierung des Objektes, für mindestens 12, 30 oder 60 Stunden sicherstellen müssen.

## Sicherheitsstufen
Grundsätzlich wird bei Einbruchmeldeanlagen nach DIN VDE 0833-3 zwischen vier verschiedenen Sicherheitsgraden unterschieden. Mit Zunahme des Grades der Sicherheitsstufe nimmt auch die Überwindungssicherheit zu. Da eine Alarmanlage des Grades 1 die von der Polizei empfohlenen Anforderungen nicht vollständig erfüllt, wird von Geräten dieser Klassifizierung abgeraten. EMA des Grades 2. sind für Wohnungen und Wohnhäuser vorgesehen, werden von den meisten Versicherern jedoch auch bei Gewerbeobjekten ohne besonderem Risiko anerkannt. EMA des Grades 3 sind für Wohnhäuser mit einem erhöhten Gefährdungspotential sowie für Gewerbe- und Behördenobjekte konzipiert. EMA des Grades 4 sind für Gebäude vorgesehen, die ein sehr hohes Gefährdungspotential aufweisen. Diese bieten die höchste Überwindungssicherheit sowie Ansprechempfindlichkeit.

## Alarmmelder
Alarmmelder dienen der Alarmauslösung und werden in zwei Hauptgruppen unterteilt:
- Automatische Melder
  - Magnetkontakte (Fenster, Türen)
  - Glasbruchmelder (Fenster, Vitrinen, Türverglasungen)
  - Alarmgläser (Verglasungen der Fassade/Außenhaut)
  - Lichtschranken (Fensterfronten, Flure, Außenbereich)
  - Körperschallmelder (Wertbehältnisse, z. B. Tresor)
  - Bewegungsmelder (Passiv: Infrarot und aktiv: Ultraschall, auch Mikrowelle)
  - Kapazitiver Melder (Wertbehältnisse, z. B. Tresor)
  - Alarmtapeten (Wände)

- Nichtautomatische Melder
  - Überfallmelder (Kassen-, VS-, Waffenräume)
  - Geldscheinkontakte (Kassen)
  - Überfalltretleisten (Kassen)
  - Schließblechkontakte (Türen)
  - Druckteppich (Eingangsbereiche)
  - Zugdraht (Türen)

Die meisten Melder lassen sich zusätzlich einem Überwachungstyp zuordnen:
- Außenhautüberwachung: Hierbei wird besonderer Wert auf die Erkennung eines Eindringens von außen in das Objekt gelegt (Fenster, Türen, Wände, Boden)
- Fallenüberwachung: Dieser Typ der Überwachung soll einen Eindringling im Inneren des Objektes feststellen, z. B. mit Hilfe von Bewegungsmeldern
- Schwerpunktmäßige Überwachung: Besonders gefährdete Bereiche oder Objekte werden gezielt überwacht, z. B. Tresore und Kunstgegenstände.

Es gibt jedoch auch Anlagen, die mit Infraschall- bzw. Luftdruck-, Luftvolumen- oder Raumresonanzfrequenz-Technik, also mit einer Art „Druckmesser“ arbeiten, womit beim Öffnen von z. B. Fenstern oder Türen kurzzeitig entstehende geringe Luftdruckschwankungen erkannt werden und zum Alarm führen sollen.
Druckschwankungen (Infraschallwellen) treten jedoch auch z. B. bei Gewitter oder starkem Wind auf. Aufgrund dessen kann es häufig zu Falschalarmen kommen, die auch durch Veränderung der Einstellung der Empfindlichkeit nicht behoben werden können, da sonst die Gefahr besteht, dass ein Einbruch nicht erkannt werden kann. Aus diesem Grund werden solche Anlagen nicht von den einschlägigen Verbänden sowie von der Polizei empfohlen. Zudem entsprechend sie nicht den einschlägigen Normen für Einbruchmeldeanlagen (EMA) nach DIN VDE 0833-3 bzw. Gefahrenwarnanlagen (GWA) nach DIN VDE V 0826-1.

## Endgeräte
- Signalgeber: Je nach Art des zu überwachenden Objektes werden optische oder akustische Signalgeber eingesetzt, um einen Einbruch oder Überfall zu signalisieren.

- Übertragungseinrichtung: In den meisten Fällen ist es erwünscht, normativ gefordert oder sogar vorgeschrieben, einen von einem Melder erkannten Alarm unmittelbar an hilfeleistende Stellen zu übermitteln. Die Alarmübertragung erfolgt mit einer sogenannten Übertragungseinrichtung (alte Begriffe: Wähl- oder Übertragungsgerät) entweder über spezielle Sicherheitsnetzwerke oder über das Internet in der Regel an eine Alarmempfangsstelle (AES) und von dort an eine Notruf- und Serviceleitstelle (NSL). Eine direkte Alarmübertragung zur Polizei ist nur in bestimmten Fällen möglich, was in der ÜEA-Richtlinie geregelt ist. In der Regel werden für die Alarmübertragung leitungsgebundene Anschlüsse genutzt; es können jedoch auch Mobilfunknetze genutzt werden. Um die Sicherheit der Alarmübertragung zu erhöhen, empfiehlt es sich, immer zwei voneinander unabhängige Übertragungswege (leitungsgebunden und/oder per Mobilfunk) vorzusehen, damit bei Ausfall des primären Übertragungsweges eine Alarmübetragung über den sekundären Übertragungsweg noch sichergestellt ist. Übertragungseinrichtungen können so programmiert werden, dass sie in verschiedenen Situationen oder zu verschiedenen Zeiten unterschiedliche oder auch mehrere Stellen benachrichtigen.

- Videospeicher: Videospeicher zeichnen Videofilme oder Einzelbilder im Moment des Alarmfalles auf. Je nach Art und Konfiguration wird auch eine bestimmte Zeitspanne vor und nach dem Alarm gespeichert, um die Rekonstruktion und Täteridentifizierung zu erleichtern. Es gibt analoge (analoge Kamera und Videogerät) und digitale (digitale oder analoge Kamera in Verbindung mit einem Computer) Videospeicher.

- Fotokamera: Fotokameras fertigen in regelmäßigen Abständen über eine gewisse Zeit hinweg Lichtbilder. Das erste Foto entsteht beim Auslösen des Alarmes, auch wenn diese Technik weiträumig von Videospeichern abgelöst wurde, so gibt es auch heute noch zahlreiche Banken, in denen Fotokameras (meist Schwarzweiß) eingesetzt werden.

- Ereignisdrucker: Dieser Drucker hält alle Ereignisse fest, um den Ursprung eines Alarmes zu ermitteln und die Situation rekonstruieren zu können. Moderne Alarmanlagen erfüllen zwar automatisch diese Funktion mit einem internen Speicher und einer Anzeige, jedoch kann ein Drucker die Aufgabe erleichtern und ermöglicht außerdem eine problemlose und unaufwändige Portabilität der Daten.

## Alarmierung
Alarme werden unterschieden in stiller Alarm, akustischer Alarm und optischer Alarm sowie auch in Internalarm, Externalarm und Fernalarm.
Nach DIN VDE 0833-3 sind Alarme von EMA und/oder ÜMA grundsätzlich als Fernalarm über eine nach DIN EN 50518 zertifizierte Alarmempfangsstelle (AES) auf eine nach DIN VDE V 0827-11 zertifizierte Notruf- und Serviceleitstelle (NSL) zu übertragen. Alternativ kann in bestimmten Fällen auch ein Anschluss an die Polizei gemäß der polizeilichen ÜEA-Richtlinie erfolgen.

## Alarmverifikation
Um die Ursache des Alarms zu ergründen, muss nach Alarmauslösung zunächst eine Alarmverifikation durchgeführt werden. Je nach Ursache werden dann die entsprechenden Maßnahmen eingeleitet.
Besteht nach einer qualifizierten Alarmvorprüfung eine hinreichende Sicherheit für einen tatsächlichen Alarm, kann die Polizei ggf. ohne weitere Vorprüfung des Alarms entsprechend alarmiert werden (siehe auch DIN VDE 0833-3-1).
Hinweis: Sollte es sich trotz Verifikation um einen Falschalarm handeln, ist mit Gebühren der Polizei für unnötige Einsätze zu rechnen.
Sämtliche Alarmvorprüfungs- und Interventionsmaßnahmen sind von der NSL in einer Alarmdienst- und Interventionsvereinbarung bzw. -attest zu dokumentieren.
Die NSL und die IS sollen von einer zur Prüfung nach DIN EN ISO/IEC 17025 und Zertifizierung nach DIN EN ISO/IEC 17065 akkreditierten Stelle für den Bereich Notruf- und Serviceleitstellen und Sicherungsdienstleistungen (unter Beachtung der DIN 77200-3) auf Grundlage der DIN VDE V 0827-11 (für die NSL) bzw. der DIN 77200-1 Anforderungsprofil B oder C (für die IS) geprüft und zertifiziert (z. B. durch VdS Schadenverhütung (VdS)) sein.

## Scharf-/Unscharfschaltung
Damit eine Einbruchmeldeanlage bei Detektion eines Einbruchs Alarm auslöst, muss sie „scharfgeschaltet“ sein. Andererseits muss eine berechtigte Person die Anlage deaktivieren können (Unscharfschaltung), um den Alarm nicht auszulösen.
Hierfür kommen verschiedene Technologien infrage, die je nach Situation und Hersteller eingesetzt werden. Sinnvoll ist auch häufig ihre Kombination.
Zur Scharf-/Unscharfschaltungschaltung stehen verschiedene Systeme zur Verfügung:
- Systeme mit einem geistigen Identifikationsmerkmal: Hierbei handelt es sich um eine entsprechende Komponente, die eine Codeeingabe (Zahlen- oder Buchstabenkombination) ermöglicht und überprüft.

- Systeme mit einem materiellen Identifikationsmerkmal: Hierbei handelt es sich um eine entsprechende Komponente, die mit einem physisch vorhandenen Schlüssel bzw. kontaktlos per RFID, Schlüsselanhängern, Chipkarten oder auch in Kombination betätigt wird.

- Systeme mit einem biologischen Identifikationsmerkmal: Hierbei handelt es sich um eine entsprechende Komponente, die ein biometrisches Merkmal überprüft (z. B. den Fingerabdruck, Handvenenerkennung oder die Iris).

Je nach Grad sind die entsprechenden Komponenten einzusetzen, wobei bei höherwertigen Graden auch Kombinationen sinnvoll bzw. gefordert sind.
Die Komponente zur Scharfschaltung (als Eingabe-/Leseeinheit) muss sich nach DIN VDE 0833-3 sowie nach ÜEA-Richtlinie der Polizei immer baulich außerhalb des Sicherungsbereiches befinden. Erst wenn alle Türkontakte geschlossen sind, Bewegungsmelder keine Bewegungen registrieren und alle anderen Alarmmelder nichts detektieren, kann die Anlage scharf geschaltet werden. Danach werden die Zugangstüren mit Hilfe eines sogenannten Sperrelementes zugehalten, sodass ein unbeabsichtigtes Betreten des Sicherungsbereiches ausgeschlossen ist. Erst nach der Unscharfschaltung kann der Bereich wieder betreten werden. Die sogenannte Zwangsläufigkeit ist einzuhalten. Dies dient dazu, Falschalarme zu vermeiden.
Von der sogenannten Spätheimkehrerschaltung (engl. late return disarming feature, auch Intern-scharf-extern-unscharf-Schaltung, ISEU-Schaltung oder Säuferschaltung) spricht man, wenn die Anlage von innen aktiviert wird (per interner Scharfschaltung und bei Alarm ausschließliche Alarmgabe im Objekt an anwesende Personen) und sie von außen wieder deaktiviert werden kann.

## Sabotage
Entgegen dem allgemeinen Filmgeschehen sind moderne Alarmanlagen sehr gut gegen Sabotage gesichert. Die einzige Möglichkeit, eine Alarmanlage zu sabotieren, ist ihre Manipulation im unscharfen Zustand. Jedoch wird selbst dies von normgemäßen Alarmsystemen als Sabotageversuch gewertet, womit ein Alarm ausgelöst wird, und ernsthafte Manipulationsversuche können nur durch Errichterschaltung, für die sowohl der Code des Errichterbetriebs als auch ein berechtigter Nutzer erforderlich ist, durchgeführt werden. Diese Manipulation kann jedoch nur unter Sicht und somit bei evtl. anwesenden Zeugen erfolgen – im Falle der Errichterschaltung sogar nur unter Mitwirkung der Anlagenverantwortlichen. Sie lässt sich später detailliert nachweisen. Hier ein paar offensichtliche Möglichkeiten der Sabotage und wie sie verhindert werden:
- Abtrennung eines Melders: Bei Meldergruppen in Gleichstromtechnik fließt permanent ein bekannter Strom. Eine durch Manipulation an der Leitung verursachte Änderung dieses Stromes führt zur Alarmauslösung. Bei Anlagen mit Bus-Technik erkennt die zentrale Steuereinheit ein fehlendes Element und löst Alarm aus.
- Überbrückung eines Melders: Am Ende jeder Gleichstrommeldergruppe befindet sich ein definierter Widerstand. Wird dieser überbrückt, z. B. durch einen vorher bereits manipulierten Alarmgeber oder mit einem Draht, ändert sich der gemessene Widerstandswert, welcher von der Zentrale erkannt und als (Sabotage-)Alarm gewertet wird.
- Abdeckung eines Bewegungsmelders: Moderne IR-Bewegungsmelder haben eine Sichterkennung. Werden sie mit Farbe übersprüht oder mit einem Karton o. Ä. abgedeckt, wird die veränderte „Sichtweite“ erkannt und als Sabotagealarm gemeldet (Vorschrift bei Geräten der Klasse VdS-C).
- Manipulation der Peripherie im Inneren: Theoretisch wäre es möglich, den Auslösekontakt eines Melders zu manipulieren. Moderne und auch ältere Elemente verfügen jedoch über einen sog. Deckelkontakt, der der gleichen Meldergruppe wie der Alarmkontakt zugeordnet ist (nicht VdS-konform) oder an eine separate Sabotageleitung (VdS-konform) angeschlossen ist. Wird bei Anschaltung an eine Sabotageleitung das Gehäuse geöffnet, erfolgt auch im unscharfen Zustand eine Alarmauslösung („Sabotage“).
- Unterbrechen der Alarmübertragungswege: Alarmübertragungswege werden nach DIN VDE 50136[18] je nach Grad in bestimmten Abständen überprüft und so überwacht. Somit wird eine Unterbrechung erkannt und gemeldet. Zudem werden in bestimmten Abständen sogenannte Routinemeldungen übertragen. Auch deren Ausbleiben führt zu entsprechenden Maßnahmen.

## Vorschriften und Richtlinien
Um die Sicherheit von Objekten und Personen zu gewährleisten, werden von diversen nationalen und internationalen Stellen Vorschriften und Richtlinien bzgl. Alarmanlagen erlassen. Dazu gehören die Polizei oder in Deutschland die VdS Schadenverhütung GmbH.
Bei der Planung, Projektierung, Installation und Wartung sind insbesondere zu beachten:
- DIN EN 50131-1; VDE 0830-2-1:2010-02 Alarmanlagen – Einbruch- und Überfallmeldeanlagen[19]
- DIN VDE 0833-1 Gefahrenmeldeanlagen für Brand, Einbruch und Überfall – Teil 1: Allgemeine Festlegungen
- DIN VDE 0833-3 Gefahrenmeldeanlagen für Brand, Einbruch und Überfall – Teil 3: Festlegungen für Einbruch- und Überfallmeldeanlagen
- VdS 2311 Einbruchmeldeanlagen, Planung und Einbau[20]
- ÜEA-Richtlinie bei Anlagen mit Anschluss an die Polizei

Diese Normen und Richtlinien legen unter anderem die Art, Positionierung und Anzahl der Alarmmelder, die Art der Alarmübertragung und Signalisierung, die Absicherung gegen Sabotage und die Wartungszeiträume zur Funktionsprüfung fest.

## Alarmanlagen und der Europäische Installationsbus (EIB)
Mit dem EIB lassen sich keine VdS-zertifizierten Alarmanlagen errichten, obwohl die meisten EIB-Alarmanlagen streng nach VdS aufgebaut sind. Der Markt bietet auch Alarmanlagen mit EIB Schnittstelle an. Für eine VdS-Zertifizierung darf die EIB Schnittstelle nur als Ausgang verwendet werden, d. h., es werden nur die Statusinformationen der Alarmanlage an den EIB weitergeleitet.